# Li Ming (1971)
Li Ming (李明S, Lǐ MíngP; Jinan, 26 gennaio 1971) è un dirigente sportivo, allenatore di calcio ed ex calciatore cinese, di ruolo centrocampista.

## Carriera
Li ha disputato il FIFA Futsal World Championship 1992 in cui la nazionale cinese di calcio a 5 è stata eliminata nel girone del primo turno comprendente Spagna, Stati Uniti e Russia.

## Palmarès

### Calcio
- Campionato cinese: 7

Dalian Shide: 1994, 1996, 1997, 1998, 2000, 2001, 2002